# Нутан
Нутан Самарт Багл (більш відома під мононімом Нутан, англ. Nutan, маратхі नूतन; 4 червня 1936 — 21 лютого 1991) — індійська кіноакторка, продюсерка. Знімалася, в основному, у фільмах на хінді. Взяла участь у понад 70 фільмах протягом 40 років. Вважається однією з найкращих акторок в історії індійського кіно.
П'ятикратна володарка Filmfare Award за найкращу жіночу роль. Рекордсменка даної номінації, одноосібно утримувала цей титул більше 30 років (до кінця життя і ще 20 років посмертно), аж до 2011 року, коли рекорд повторила її племінниця Каджол. У 1974 році отримала урядову нагороду Падма Шрі.

## Життєпис
Народилася 4 червня 1936 року в Бомбеї, Британська Індія, у сім'ї маратхі, старшою з чотирьох дітей. Її батько — режисер і кінематографіст Кумарсен Самарт, а мати Шобхна Самарт була провідною акторкою 1930-1940-х років. Батьки Нутан розійшлися через 14 років шлюбу. У неї було дві сестри, Тануджа і Чатура, і брат Джайдіп. Тануджа і дві її дочки Каджол і Таніша, як і бабуся Нутан Раттан Бай і двоюрідна тітка Наліні Джайвант — акторки кіно на гінді.
З юних років Нутан виявляла інтерес до музики і танців. Вона вивчала катхак і навіть виступала на сцені. Вона також володіла чудовим голосом, що дозволило їй самій виконати пісні у фільмі Chhabili. У 1980-х вона стала співати бхаджан. Спів займав значну частину її часу до кінця життя. Зніматися в кіно Нутан почала в 14 років, навчаючись у школі. З 18 років вона проходила навчання в жіночому пансіоні La Chatelainie в Швейцарії. У дитинстві Нутан вважали негарною через худорлявість і високий зріст, у той час переваги віддавалися невисоким і повним дівчатам. Однак це не завадило їй, подорослішавши, перемогти у конкурсі краси «Міс Массурі» в 1952 році.
11 жовтня 1959 року Нутан пошлюбила лейтенанта-командера флоту Раджніша Бахла. 14 серпня 1961 року народила сина Мохніша, який став актором.
У 1989 здоров'я Нутан погіршилось. У неї виявили рак легенів, від якого вона померла в лютому 1991 року.

## Кар'єра
Нутан почала кар'єру в кіно в 1950 році роллю другого плану у фільмі Hamari Beti, поставленому її матір'ю. Хоча фільм не став хітом, режисери помітили акторку і почали пропонувати ролі. Уже наступні «Світильник повинен горіти» (1951) і Nagina (1953) принесли їй успіх. Примітно, що Nagina мав віковий ценз, і Нутан не могла бути допущена до його перегляду, будучи неповнолітньою.
Після того, як кілька фільмів провалилося в прокаті, мати відправила її в пансіон в Швейцарії. Повернувшись, Нутан отримала головну роль у фільмі Seema (1955) Амії Чакраборті. У ньому вона втілила сироту Гаурі, що живе зі злими і жадібними родичами як служниця і яку хибно звинувачують у крадіжці. Будучи в очах суспільства злочинницею, Гаурі не може знайти роботу і голодує. Поліція направляє її у виправний заклад — закритий ашрам, де вона зустрічає немолодого вихователя Ашока (Балрадж Сахні). Завдяки йому і новій подрузі Патлі вона знаходить внутрішній спокій, надію і любов... Нутан в цьому фільмі гаряча, запальна, різка. Раніше жоден з фільмів не давав їй роль такої глибини і характеру, які змогли б справити незабутнє враження на аудиторію. Seema принесла Нутан її першу Filmfare Awards.
Нутан працювала як у фільмах з серйозною тематикою, так і в легких романтичних комедіях. Серед останніх хітом став Paying Guest (1957) з Девом Анандом. Разом вони утворили популярну екранну пару і знялися ще у трьох фільмах: Baarish (1957), Manzil (1960) і Tere Ghar Ke Samne (1963). У 1959 році знялася у фільмі «Простофиля» з Раджем Капуром.
Проте більшою мірою її талант розкривали драматичні ролі. Так гра у фільмі «Недоторканна» (1959) Бімала Роя принесла їй другу премію Filmfare. Це історія про дівчину з нижчої касти, яку удочерили сім'єю з вищої. Її походження стає головною проблемою, коли вона стає дорослою і збирається одружитися. Фільм був знятий за оповіданням Субодха Гхоша і виступав проти практики сегрегації недоторканних, маючи в основі легенду про Чандаліке, дівчину із нижчої касти, що стала ученицею Будди. «Недоторканна» потрапив у політичний контекст свого часу і увійшов до конкурсної програми Каннського кінофестивалю 1960 року.
Вступивши в шлюб, Нутан, як і багато акторок того часу, залишила кіно, але після народження сина вирішила повернутися. Стійка Кальяні, яку вона зіграла в «Ув'язненій» (1963) Бімала Роя, стала прототипом героїні індійського кіно нарівні з Радхою з «Матері Індії». Нутан вдалося зобразити бурхливі емоції жінки-бранки, не вдаючись до риторики і зайвої театральності. З грацією, гідністю і вражаючим спокоєм вона показала з екрану цілу гаму емоцій у сцені вбивства. У 2010 журнал Filmfare вніс роль Кальяні в список «80 Iconic Performances», а критики визнали її найкращою в кар'єрі Нутан. «Ув'язнена» принесла їй третю Filmfare Awards.
У 1960-х роках Нутан стала однією з найшанованіших акторок свого часу. Відомі режисери Бімал Рой, Манмохан Десаї, Радж Кхосла і Басу Бхаттачарья називали її своєю улюбленою акторкою. Нутан працювала майже з усіма зірками свого часу, серед яких Дів Ананд, Радж Капур, Балрадж Сахні, Суніл Датт, Дхармендра, Діліп Кумар, Ашок Кумар і Кішор Кумар.
Вона регулярно отримувала нагороди за виконання ролей у таких фільмах як «Побачення» (1967), «Торговець» (1973) і «Позашлюбний син» (1978). Останній фільм приніс їй п'яту Filmfare Award за найкращу жіночу роль, зробивши рекордсменкою за кількістю нагород у даній номінації. Крім цього, отримавши нагороду у віці 42-х років, вона стала найстаршою з лауреаток у момент отримання премії. Нутан, можливо, єдина акторка свого покоління, яка виконувала провідні ролі після 40 з незмінним успіхом.
У середині 1980-х, в силу віку їй стали пропонувати другорядні ролі матерів. Серед її робіт тих років найуспішнішими стали «Невинна жертва» (1985), «Ім'я» (1986) і «Карма» (1986). За роль в «Безневинній жертві», режисером якої був Субхаш Гхаї, вона отримала Filmfare Award за найкращу жіночу роль другого плану.
Останній фільм Гутан, що вийшов за життя, «Помста іменем закону» (1989). Ще два фільми, «Щасливчик» (1992) і «Людинолюбство» (1994), вийшли в прокат вже після її смерті.

## Нагороди та Номінації
- 1964 — Премія асоціації бенгальських кіножурналістів — «Ув'язнена»[14]
- 1968 — Премія асоціації бенгальських кіножурналістів — «Побачення»[15]
- 1974 — Премія асоціації бенгальських кіножурналістів — «Торговець»[16]
- 1974 — Падма Шрі за внесок в галузі мистецтва